# UQP Black Australian Writers Series
Die UQP Black Australian Writers Series (Abk. BAW) ist eine australische Buchreihe der University of Queensland Press (UQP) mit Büchern von Aborigines- und Torres-Strait-Insulaner-Schriftstellern. In der seit 1990 bestehenden Reihe werden preisgekrönte und hochgelobte Beiträge veröffentlicht.
Zu dem „judging panel“ der Reihe gehören Persönlichkeiten wie John Muk Muk Burke, Sam Watson und Melissa Lucashenko.
In dem Band Paperbark: A Collection of Black Australian Writings, herausgegeben von Jack Davis, beispielsweise sind Beiträge verschiedener Autoren vorhanden, darunter David Unaipon, Oodgeroo Noonuccal, Gerry Bostock, Ruby Langford, Sally Morgan, Mudrooroo Narogin und Archie Weller.
Die folgende Übersicht erhebt keinen Anspruch auf Aktualität oder Vollständigkeit.

## Bände (Auswahl)
- Bridge of Triangles, John Muk Muk Burke
- Paperbark: A Collection of Black Australian Writings, Hrsg. Jack Davis
- Son of Alyandabu: My Fight for Aboriginal Rights, Joe McGinness
- Steam Pigs, Melissa Lucashenko (1997)
- Follow the Rabbit-Proof Fence, Doris Pilkington
- Caprice: A Stockman’s Daughter, Doris Pilkington
- Cattle Camp, Herb Wharton (2011)
- Where Ya Been, Mate? Herb Wharton (2011)
- Yumba Days. Herb Wharton (2011)
- Unbranded, Herb Wharton (2000)